# Chone collaris
Chone collaris är en ringmaskart som beskrevs av Langerhans 1881. Enligt Catalogue of Life ingår Chone collaris i släktet Chone och familjen Sabellidae, men enligt Dyntaxa är tillhörigheten istället släktet Chone och familjen Sabellariidae. Arten har ej påträffats i Sverige. Inga underarter finns listade i Catalogue of Life.